# 23882 Fredcourant
23882 Fredcourant (tên chỉ định: 1998 SC12) là một tiểu hành tinh vành đai chính. Nó được khám phá thông qua Khảo sát tiểu hành tinh OCA-DLR ở Caussols, Alpes-Maritimes, Pháp, ngày 22 tháng 9 năm 1998. Nó được đặt theo tên Frédéric Courant, a French journalist và television producer.